# Langvassbukta
Langvassbukta es una localidad del municipio de Kvæfjord en la provincia de Troms, Noruega. Se ubica en la costa del Gullesfjorden en la isla de Hinnøya. Está a 20 km al suroeste de Sortland. La capilla de Langvassbukt tiene su sede aquí.